# Estram
Estram is de naam van het trambedrijf in de Turkse stad Eskişehir dat op 24 december 2004 is geopend. Het netwerk is bijna 17 kilometer lang en bestaat uit twee lijnen in een X-vorm. In het centrum delen de lijnen 800 meter spoor en een tramhalte (Çarşı). In totaal zijn er 26 haltes. Er is gekozen voor een spoorwijdte van 1000 mm om krappere bogen mogelijk te maken. 
Op het tramnet doen 18 trams van het type Flexity Outlook C dienst. Deze eenrichtingtrams zijn 29,5 meter lang en 2,30 meter breed. 
Op 20 juni 2002 heeft de gemeente een contract gesloten met een consortium, bestaande uit Bombardier Transportation en het Turkse bedrijf Yapı Merkezi, voor de aanleg van de rails en de bouw van de trams. Het project, dat 120 miljoen Amerikaanse dollar kostte, is gefinancierd door de Europese Investeringsbank, de Nordic Investment Bank en ABN AMRO.

## Haltes
- Lijn 1: Otogar - Borsa - Yunuskent - Devlet Hast. - Gökmeydan - Alanönü - Atatürk lisesi - Belediye - Çarşı - Ismet inönü - Bağlar - Anadolu Univ. - Havacılık Müzesi - Eczacılık Fk. - (keerlus: Uluönder / SSK).
- Lijn 2: Osmangazi Univ. (OGÜ)  - Porsuk - Büyükdere - Göztepe - Atatürk Bulvarı - Vişnelik - Stadyum - Çarşı - Yıldız - Mamure - Opera